# Enrico Mattei

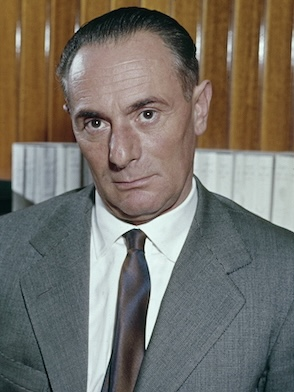
Enrico Mattei, 1950

Enrico Mattei (* 29. April 1906 in Acqualagna; † 27. Oktober 1962 in Bascapè) war ein italienischer Manager an der Spitze der 1953 gegründeten staatlichen Erdölgesellschaft Eni. Er kam 1962 bei einem Flugunfall ums Leben.

## Leben

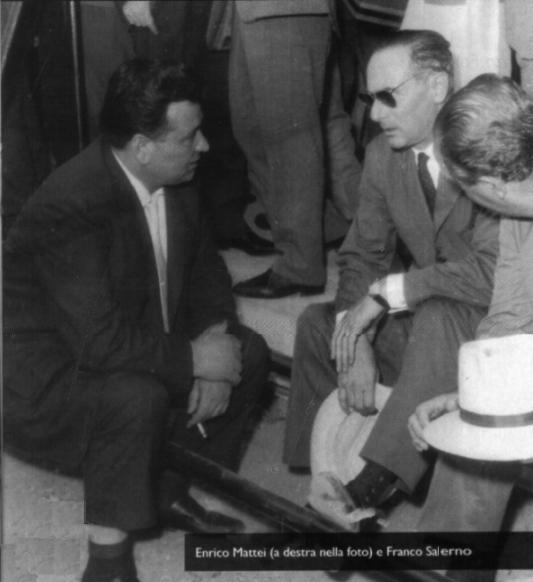
Enrico Mattei (rechts) mit dem Abgeordneten Francesco Salerno

Der Sohn eines Carabiniere wurde bereits mit 20 Jahren Leiter eines kleinen Unternehmens, verließ im Alter von 30 Jahren die Marken und ging nach Mailand, wo er erfolgreich ein Chemieunternehmen vertrat, das die italienische Armee belieferte. Später schloss er sich der Resistenza an und wurde ein bekannter Partisan und Chef der katholischen Widerstandsbewegung in Italien. Er vertrat die Democrazia Cristiana im Comitato di Liberazione Nazionale (CLN; Nationales Befreiungskomitee).
Der CLN berief ihn 1945 an die Spitze von Agip, der von den Faschisten gegründeten nationalen Erdölgesellschaft, um diese alsbald zu schließen. Mattei arbeitete jedoch hart daran, die Gesellschaft zu restrukturieren und zu einem der wichtigsten Industrieunternehmen seines Landes umzugestalten.
1949 gab Mattei zur allgemeinen Überraschung bekannt: Der Untergrund von Norditalien sei reich an Erdöl- und Methanvorkommen; Italien könne alle seine Energiebedürfnisse durch den Gebrauch seiner eigenen Ressourcen befriedigen. In der italienischen Presse förderte er die Vorstellung, die Nation (die noch immer an den Folgen des Zweiten Weltkrieges litt) würde bald reich sein. Agips Börsenwert stieg, und die Gesellschaft (die zwar dem Staat gehörte, aber wie eine private Gesellschaft arbeitete) wurde sehr schnell solide und wichtig. Tatsächlich war jedoch in der Region Cortemaggiore in der Po-Ebene nur ein Methanvorkommen mit einer geringen Menge Erdöl gefunden worden. Agip beantragte dennoch eine exklusive Konzession für die Ölprospektierung innerhalb des nationalen Territoriums und der damit verbundenen Gewinne. Die politischen Ansichten waren geteilt: Die Linken unterstützten den Plan, während die Konservativen zusammen mit den Industriellen diesen ablehnten.
Zu jener Zeit soll Mattei angeblich die inoffiziellen Ressourcen von Agip für ausgedehnte Bestechung insbesondere von Politikern und Journalisten genutzt haben. In Bezug auf den Movimento sociale italiano (MSI), die Nachkriegsfaschistenpartei, sagte er: „Ich benutzte sie wie ein Taxi: Ich stieg ein, bezahlte für die Reise und stieg aus.“ Agip erhielt die Kontrolle über Hunderte von Gesellschaften in allen Wirtschaftssektoren. Offensichtlich zollte Mattei der Presse große Aufmerksamkeit, denn Agip übernahm das Eigentum von einigen Zeitungen und zwei Nachrichtenagenturen.
1953 wurde die Ente Nazionale Idrocarburi, besser bekannt als Eni, durch Gesetz geschaffen, in der Agip als Marke des Tankstellennetzes aufging. Mattei war Gründungspräsident, Administrator und Generaldirektor in einem. Faktisch war Eni Mattei und Mattei Eni. Die Parallelen zu Pierre Guillaumat und seinem Aufbau der Elf Aquitaine in Frankreich sind unübersehbar.
Mattei beobachtete den internationalen Erdölmarkt. Er erfand (oder erzählte gerne) die Geschichte von der kleinen Katze: „Eine kleine Katze trat ein, als sich einige große Hunde über einen Teller Fressen hermachten. Die Hunde griffen sie an und verbellten sie. Wir [Italiener] sind wie die kleine Katze und auf dem Teller befindet sich Erdöl für alle, aber Jemand will uns nicht an den Teller lassen.“
Diese Fabel machte Mattei ziemlich populär im armen Nachkriegsitalien, und er erhielt die öffentliche Unterstützung, die für die politische Unterstützung notwendig ist. Um das Oligopol der großen Ölgesellschaften zu brechen, ging Mattei Übereinkünfte mit den ärmsten Staaten des Nahen Ostens und Staaten aus dem Ostblock ein. Als Eni 1957 bereits im Wettbewerb mit Giganten wie Esso oder Shell stand, finanzierte er im Geheimen die algerischen Unabhängigkeitskämpfer gegen das koloniale Frankreich. Er schmiedete Verträge mit Tunesien und Marokko, denen er 50:50-Partnerschaften zur Ausbeutung ihres Öls anbot, zu deutlich anderen Bedingungen als die Konzessionen, die normalerweise von den großen Erdölgesellschaften angeboten wurden. Dem Iran und Ägypten bot er außerdem an, das Prospektionsrisiko komplett durch Eni übernehmen zu lassen: Falls es kein Erdöl gäbe, würden die Länder keinen Cent zu bezahlen haben.
Nach der Unterzeichnung einer Vereinbarung mit der Sowjetunion 1960 und während der Verhandlungen mit der Volksrepublik China erklärte Mattei das amerikanische Erdölmonopol für beendet. Die Reaktion fiel anfangs mild aus, und Eni wurde zu einer Teilnahme an einer Prospektierungskarte in der Sahara eingeladen. Dennoch gelang es Mattei, die Unabhängigkeit Algeriens zu einer Bedingung seiner Teilnahme zu machen. Es würde keine Übereinkunft geben, bevor diese erreicht sei. Als Folge dieses Standpunkts wurde Mattei als Ziel der rechtsextremen französischen Terrororganisation OAS angesehen, die gegen Algeriens Unabhängigkeit war und ihm eindeutige Drohungen zusandte.
1962 wurde sein Flugzeug sabotiert, jedoch wurde dies vom Piloten rechtzeitig entdeckt.
Obwohl der italienische Geheimdienst Servizio Informazioni Forze Armate mit loyalen Unterstützern besetzt war, traute ihm Mattei nicht und richtete eine Art persönlichen Sicherheitsdienst mit früheren Resistenza-Partisanen ein, Mitarbeitern von Eni, und fühlte sich durch sie geschützt.

## Tod

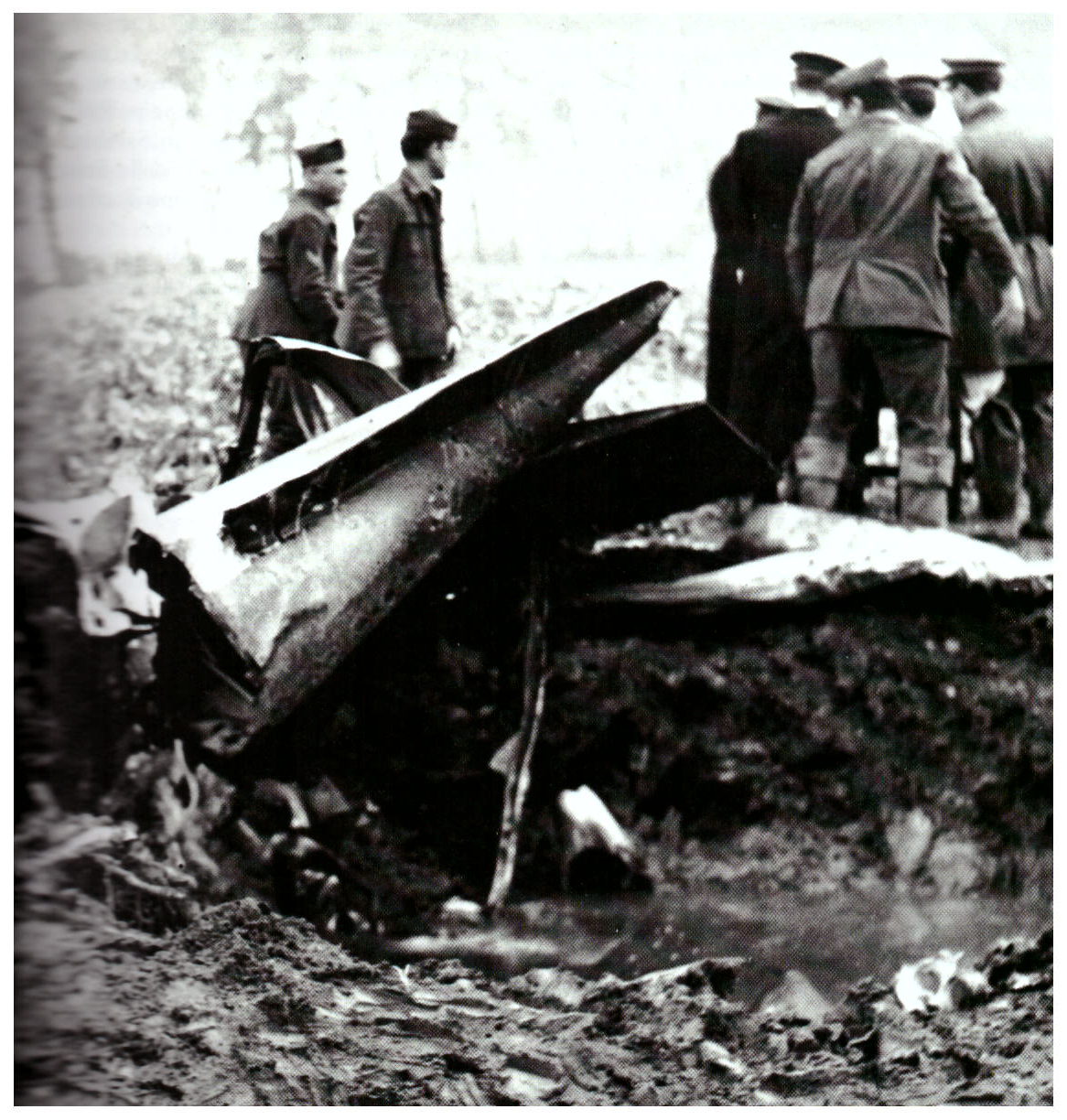
Das Wrack von Matteis Maschine

Am 27. Oktober 1962 verunglückte Matteis Flugzeug, eine Morane-Saulnier MS.760, bei einem Nachtflug von Catania auf Sizilien nach Mailand bei schlechtem Wetter beim Landeanflug auf den Flughafen Mailand-Linate. Das Flugzeug zerschellte knapp 15 Kilometer vor dem Flugplatz auf dem Gebiet der Ortschaft Bascapè. An Bord befanden sich neben Enrico Mattei der Pilot Irnerio Bertuzzi und der Time-Journalist William McHale. Die offiziellen Untersuchungen erklärten den Absturz zu einem Unfall.
Es bestehen jedoch Zweifel an der Theorie eines technischen Defekts:
- Francesco Rosi bat 1970 den Journalisten Mauro De Mauro, die letzten Tage von Mattei auf Sizilien für einen Film über Mattei zu recherchieren, den Rosi vorbereitete. De Mauro entdeckte schnell eine Tonbandaufnahme der letzten Rede von Mattei und verbrachte Tage damit, sie zu studieren. De Mauro verschwand, acht Tage nachdem er das Band aufgespürt hatte, spurlos. 1994 sagte der reuige Mafioso Gaspare Mutolo aus, De Mauro sei vor seinem Haus von der Cosa Nostra entführt und noch am gleichen Tag erdrosselt worden. Sein Leichnam wurde niemals gefunden.

- Die meisten Ermittler der Carabinieri und der Polizei, die nach De Mauro suchten und deshalb seine vermutete Verschleppung konsequenterweise untersuchten, wurden später ermordet. Unter ihnen befand sich der General Carlo Alberto dalla Chiesa.

- Der geständige Mafioso Tommaso Buscetta erklärte dem Untersuchungsrichter Giovanni Falcone, dass die Affäre De Mauro keine Mafiaangelegenheit sei. Buscetta stellte einen Zusammenhang zwischen De Mauros Ermittlungen zum Tode Matteis und seinem Verschwinden her. Ein weiterer geständiger Mafioso, Gaetano Ianni, legte eine spezielle Vereinbarung zwischen der Cosa Nostra und „einigen Ausländern“ zur Eliminierung von Mattei nahe.

- Admiral Fulvio Martini, später Chef des italienischen Militärgeheimdienstes SISMI, erklärte, dass Matteis Flugzeug abgeschossen wurde.

- 1986 bezeichnete der ehemalige Ministerpräsident Amintore Fanfani den Zwischenfall als Abschuss.

Der ehemalige französische Geheimdienstler Philippe Thyraud de Vosjoli schreibt in seinen Memoiren, der französische Geheimdienst habe Mattei aus dem Weg geräumt, da dieser Frankreich in Algerien zunehmend in die Quere gekommen sei. Demnach habe ein Agent den Höhenmesser manipuliert, während das Flugzeug in Catania abgestellt war, so dass sich der Pilot nachts und bei schlechtem Wetter beim Anflug auf Mailand höher wähnte, als er tatsächlich war, und das Flugzeug knapp 15 km vor dem Flugplatz in den Boden flog.

## Bibliographie
- Giorgio Galli: La sfida perduta. Bompiani, Milano, 1976.
- Italo Pietra: Mattei, la pecora nera. Sugarco, Milano, 1987
- Nico Perrone: Obiettivo Mattei. Gamberetti, Roma, 1995 ISBN 8-87990-010-2
- Nico Perrone: Enrico Mattei. Il mulino, Bologna, 2001 ISBN 8-81507-913-0
- Giovanni Buccianti: Enrico Mattei. Giuffrè, Milano, 2005.
- Marcello Colitti: Mattei, Enrico. In: Mario Caravale (Hrsg.): Dizionario Biografico degli Italiani (DBI). Band 72: Massimino–Mechetti. Istituto della Enciclopedia Italiana, Rom 2009.